# Larry Nance (1993)
Larry Donnell Nance jr. (Akron, 1º gennaio 1993) è un cestista statunitense, professionista nella NBA con i Cleveland Cavaliers.

## Biografia
È il figlio di Larry Nance, ex cestista NBA. All'età di 16 anni gli viene diagnosticata la malattia di Crohn.

## Carriera
Nance ha frequentato la Revere High School vicino ad Akron, Ohio; dopo aver aver giocato principalmente come playmaker, data l'altezza di 1.80 m, nel suo ultimo anno cresce fino ad arrivare a 2.01 m, cambiando ruolo e giocando come ala grande e segnando una media di 18,2 punti, 9,5 rimbalzi e 3,0 stoppate a partita. Dopo il liceo passa all'Università del Wyoming, dove nei suoi quattro anni di carriera universitaria segna una media di 11,3 punti, 6,6 rimbalzi, 1,4 assist, 1,1 palle rubate e 1,1 stoppate in 123 partite giocate.

### Los Angeles Lakers (2015-2018)
Il 25 giugno 2015 viene selezionato come ventisettesima scelta nel draft 2015 dai Los Angeles Lakers.
Fa il suo esordio in maglia giallo-viola l'11 novembre 2015 nella vittoria 104-98 contro i Brooklyn Nets mettendo a referto 6 punti. Il 27 dicembre 2015 realizza il suo allora career-high di 17 punti nella sconfitta 112-96 coi Memphis Grizzlies. Nella stessa partita realizzerà anche la sua prima doppia-doppia prendendo anche 11 rimbalzi. Il 1º gennaio 2016 realizza il suo career high di rimbalzi mettendone a referto 14 nella vittoria interna 93-84 contro Philadelphia. Termina la sua stagione da rookie con 5.5 punti e 5 rimbalzi di media.
Nella sua stagione da sophmore fa il suo esordio nella prima partita della stagione il 26 ottobre 2016 mettendo a referto 5 punti e 5 rimbalzi nella vittoria 120-114 in casa con Houston. Il 20 novembre 2016 migliora il suo career high di punti mettendone a referto 18 nella sconfitta interna 118-110 coi Chicago Bulls. Lo stesso record verra pareggiato nella sconfitta 107-113 al TD Garden contro i Celtics il 3 febbraio 2017. A cavallo tra dicembre e gennaio rimane fermo alcune partite a causa di un infortunio al ginocchio sinistro. Il 2 aprile pareggia il suo record di rimbalzi catturandone 14 nella sconfitta interna 108-103 contro Memphis.
La stagione successiva fa il suo esordio nella prima partita della stagione mettendo a referto una doppia doppia da 14 punti e 12 rimbalzi nella sconfitta 108-92 allo Staples Center con i rivali cittadini Los Angeles Clippers. Il 25 ottobre pareggia ancora il suo record di punti nella vittoria in casa contro i Washington Wizards per 102-99. Il 2 novembre si infortuna ad un piede nella partita contro i Portland Trail Blazers ed è costretto a saltare 11 partite consecutive. Nel suo ritorno in campo mette a referto 9 punti e 8 rimbalzi in una sconfitta coi Clippers.

### Cleveland Cavaliers (2018-2021)
Nel febbraio del 2018 si trasferisce ai Cleveland Cavaliers col compagno Jordan Clarkson in Cambio del play Isaiah Thomas, dell'ala grande Channing Frye e di una scelta al draft. Fa il suo esordio in maglia Cavs nella vittoria 121-99 al TD Garden contro i Celtics l'11 febbraio 2018, mettendo a referto 5 punti e 4 rimbalzi. Il 27 febbraio registra anche la sua prima doppia-doppia con la nuova casacca, registrando 10 punti e 10 rimbalzi nella vittoria interna contro i Nets per 129-123. Il 5 marzo migliora in un colpo solo i suoi career high di punti e rimbalzi, marcandone a tabellino rispettivamente 22 e 15 nella vittoria 112-90 in casa su Detroit. Al termine della stagione la squadra si classifica 4º nella Eastern Conference permettendo al giocatore di disputare per la prima volta nella sua carriera i playoffs. Fa il suo esordio assoluto nei playoffs il 15 aprile 2018 mettendo a referto 10 punti e 5 rimbalzi nella sconfitta dei Cavs contro Indiana. Vinceranno infine quella serie in gara 7. La serie successiva è invece molto più agevole, 4-0 su Toronto, ma in 4 partite Nance ne gioca solo 2 e per 8 minuti totali, riuscendo comunque in gara 4 a segnare 8 punti e prendere 3 rimbalzi in 5'40" di utilizzo.

### Portland Trail Blazers (2021-2022)
Il 28 agosto 2021 Nance viene acquistato dai Portland Trail Blazers tramite un'operazione di mercato sign-and-trade che coinvolge tre squadre, tra cui i Chicago Bulls.

### New Orleans Pelicans (2022-2024)
L'8 febbraio 2022 viene ceduto insieme ai compagni CJ McCollum e Tony Snell ai New Orleans Pelicans. Tre giorni dopo, Nance si è dovuto sottoporre ad un intervento chirurgico al ginocchio destro. Il 1º ottobre 2022 i Pelicans rinnovano il contratto di Nance, estendendolo a due anni per 21,6 milioni di dollari.

### Atlanta Hawks (2024-)
Viene scambiato insieme al compagno di squadra Dyson Daniels agli Atlanta Hawks in cambio del playmaker Dejounte Murray.

## Statistiche

### NCAA
| Anno      | Squadra         | PG  | PT | MP   | TC%  | 3P%  | TL%  | RP  | AP  | PRP | SP  | PP   |
| --------- | --------------- | --- | -- | ---- | ---- | ---- | ---- | --- | --- | --- | --- | ---- |
| 2011-2012 | Wyoming Cowboys | 33  | 0  | 17,9 | 46,2 | 33,3 | 81,4 | 4,0 | 0,4 | 0,8 | 0,6 | 4,1  |
| 2012-2013 | Wyoming Cowboys | 33  | 33 | 32,0 | 53,3 | 34,5 | 75,0 | 6,9 | 1,2 | 1,3 | 0,7 | 10,7 |
| 2013-2014 | Wyoming Cowboys | 26  | 26 | 34,7 | 54,4 | 24,3 | 75,8 | 8,6 | 1,6 | 1,4 | 2,1 | 15,4 |
| 2014-2015 | Wyoming Cowboys | 31  | 31 | 34,9 | 51,4 | 33,3 | 78,6 | 7,2 | 2,5 | 1,2 | 1,2 | 16,1 |
| Carriera  | Carriera        | 123 | 90 | 29,5 | 52,1 | 30,8 | 77,1 | 6,6 | 1,4 | 1,1 | 1,1 | 11,3 |

#### Massimi in carriera
- Massimo di punti: 38 vs Denver (15 dicembre 2013)[9]
- Massimo di rimbalzi: 15 vs California State-Bakersfield (6 febbraio 2013)
- Massimo di assist: 4 (9 volte)
- Massimo di palle rubate: 5 (2 volte)
- Massimo di stoppate: 6 vs New Mexico (8 gennaio 2014)
- Massimo di minuti giocati: 54 vs California State-Fresno (17 gennaio 2015)

### NBA

#### Regular Season
| Anno      | Squadra             | PG  | PT  | MP   | TC%  | 3P%  | TL%  | RP  | AP  | PRP | SP  | PP   |
| --------- | ------------------- | --- | --- | ---- | ---- | ---- | ---- | --- | --- | --- | --- | ---- |
| 2015-2016 | L.A. Lakers         | 63  | 22  | 20,1 | 52,7 | 10,0 | 68,1 | 5,0 | 0,7 | 0,9 | 0,4 | 5,5  |
| 2016-2017 | L.A. Lakers         | 63  | 7   | 22,9 | 52,6 | 27,8 | 73,8 | 5,9 | 1,5 | 1,3 | 0,6 | 7,1  |
| 2017-2018 | L.A. Lakers         | 42  | 17  | 22,0 | 60,1 | 25,0 | 63,2 | 6,8 | 1,4 | 1,4 | 0,5 | 8,6  |
| 2017-2018 | Cleveland Cavaliers | 24  | 10  | 20,8 | 55,0 | 12,5 | 72,0 | 7,0 | 1,0 | 1,2 | 0,8 | 8,9  |
| 2018-2019 | Cleveland Cavaliers | 67  | 30  | 26,8 | 52,0 | 33,7 | 71,6 | 8,2 | 3,2 | 1,5 | 0,6 | 9,4  |
| 2019-2020 | Cleveland Cavaliers | 56  | 10  | 26,3 | 53,1 | 35,2 | 67,6 | 7,3 | 2,2 | 1,0 | 0,4 | 10,1 |
| 2020-2021 | Cleveland Cavaliers | 35  | 27  | 31,2 | 47,1 | 36,0 | 61,2 | 6,7 | 3,1 | 1,7 | 0,5 | 9,3  |
| 2021-2022 | Portland T. Blazers | 37  | 11  | 23.2 | 51,5 | 30.6 | 65.3 | 5.6 | 2.0 | 1,0 | 0,4 | 6,9  |
| 2021-2022 | N.O. Pelicans       | 9   | 0   | 20,2 | 55,1 | 50,0 | 100  | 4,3 | 0,9 | 0,6 | 0,8 | 7,3  |
| 2022-2023 | N.O. Pelicans       | 65  | 1   | 21,2 | 61,0 | 33,3 | 69,6 | 5,4 | 1,8 | 0,9 | 0,6 | 6,8  |
| 2023-2024 | N.O. Pelicans       | 61  | 0   | 19,9 | 57,3 | 41,5 | 77,0 | 5,0 | 1,9 | 1,0 | 0,3 | 5,7  |
| 2024-2025 | Atlanta Hawks       | 24  | 3   | 19,3 | 51,6 | 44,7 | 69,2 | 4,3 | 1,6 | 0,8 | 0,5 | 8,5  |
| Carriera  | Carriera            | 546 | 137 | 23,1 | 53,9 | 35,3 | 69,6 | 6,1 | 1,9 | 1,1 | 0,5 | 7,7  |

#### Play-off
| Anno     | Squadra             | PG | PT | MP   | TC%  | 3P%  | TL%  | RP  | AP  | PRP | SP  | PP  |
| -------- | ------------------- | -- | -- | ---- | ---- | ---- | ---- | --- | --- | --- | --- | --- |
| 2018     | Cleveland Cavaliers | 20 | 0  | 15,4 | 68,3 | 0,0  | 45,2 | 4,5 | 0,9 | 0,8 | 0,7 | 4,8 |
| 2022     | N.O. Pelicans       | 6  | 0  | 21,6 | 56,4 | 22,2 | 81,8 | 5,8 | 1,8 | 0,5 | 0,3 | 9,2 |
| 2024     | N.O. Pelicans       | 4  | 0  | 21,0 | 58,8 | 25,0 | 66,7 | 8,3 | 1,8 | 0,5 | 0,0 | 6,3 |
| Carriera | Carriera            | 30 | 0  | 17,4 | 62,9 | 21,4 | 56,3 | 5,3 | 1,2 | 0,7 | 0,5 | 5,9 |

#### Massimi in carriera
- Massimo di punti: 23 vs Atlanta Hawks (12 febbraio 2020)[10]
- Massimo di rimbalzi: 19 vs Washington Wizards (8 febbraio 2019)
- Massimo di assist: 9 vs Utah Jazz (29 dicembre 2021)
- Massimo di palle rubate: 6 (2 volte)
- Massimo di stoppate: 4 (2 volte)
- Massimo di minuti giocati: 45 vs Brooklyn Nets (20 gennaio 2021)